# OJC'98
Korfbalvereniging OJC '98 is een korfbalvereniging uit Berkel-Enschot, die in 1998 is ontstaan uit een fusie tussen korfbalvereniging Oranje-Wit uit Tilburg en Jong-Brabant uit Berkel-Enschot.
De vereniging telt ongeveer 200 leden. Het eerste team van OJC '98 komt uit in de 4e klasse op het veld en in de zaal (2017/2018) van de standaardcompetitie van het KNKV.
OJC '98 speelt haar thuiswedstrijden op sportpark De Rauwbraken (veld) en in sporthal 't Ruiven in Berkel-Enschot.